# Electroboy
Pour plus de détails, voir Fiche technique et Distribution.
Electroboy est un film documentaire suisse réalisé par Marcel Gisler, sorti en 2014. 
Tourné entre avril et juillet 2013 en Suisse, en Allemagne, en Inde et aux États-Unis, ce film sur la vie de Florian Burkhardt (de) a été présenté pour la première fois au Festival international du film de Locarno en 2014, et il est ensuite sorti en Suisse en novembre 2014, en Allemagne et Autriche en novembre 2015. 

## Synopsis
« Tout est possible à celui qui y croit », un dicton qui illustre bien le parcours de Florian Burkhardt. À 20 ans il s'envole pour Hollywood, puis il est successivement top model pour les couturiers les plus prestigieux, Icône de photographes célèbres, pionnier visionnaire d'internet à la tête d'une start-up dont les projets innovateurs séduisent les plus grandes entreprises suisses, avant d'organiser sous le nom d'Electroboy des soirées gigantesques où tout le monde se presse. Il a réussi avec éclat tout ce qu’il a entrepris sauf l’essentiel : se libérer de soi.
Le documentaire Electroboy raconte l'histoire fascinante d'un jeune homme qui quitte une Suisse étriquée et étouffante et part à la conquête du vaste monde à la recherche de la gloire et de la reconnaissance. De succès en succès, il se réinvente sans cesse. En un rien de temps, il change de milieu, de carrière comme d'autres changent de chemise.
Cependant cette vie à 100 à l’heure s'avérera être de plus en plus une fuite en avant. Implacablement son histoire le rattrapera et sa carrière se brisera sur l'écueil de son histoire familiale. Et le film pose la question universelle de savoir s’il est vraiment possible de se réinventer complètement, ou, s’il ne s’agit pas plutôt de tenter de se libérer toute une vie durant de ses origines et de l’éducation pourtant si bienveillante de ses propres parents.

## Récompenses et distinctions
- Prix du cinéma suisse 2015 : Meilleur documentaire et meilleur montage
- Prix du film de Zurich 2014
- Festival International du film documentaire de Munich 2015 : Prix du public
- Nomination au Prix du cinéma suisse 2015 : Meilleure musique de film
- Sélection au Prix du cinéma européen 2015 : Meilleur documentaire